# Дипломатія і політика. Україна в процесі динамічних геополітичних змін
Зленко А. М. Дипломатія і політика. Україна в процесі динамічних геополітичних змін — книга спогадів першого Міністра закордонних справ України Анатолія Максимовича Зленка.

## Про книгу
Автор книги очолював МЗС України в 6 українських урядах. Залишаючи цю посаду, міністр залишив нам солідний том мемуарів — книжку «Дипломатія і політика», презентовану у Києві та згодом у Нью-Йорку.
Спогади дипломатів, як правило, цінуються своїми деталями, що ілюструють процес переговорів, знаходження компромісів, прийняття рішень на міжнародному рівні. Мемуари українського міністра дають можливість довідатися про «делікатність» тодішнього прем'єр-міністра Росії, а згодом посла РФ в Україні Віктора Черномирдіна під час переговорів про Чорноморський флот у Масандрі 1993 року або про «холоднокровність» держсекретаря США Джеймса Бейкера під час Лісабонської конференції, відомої підписанням протоколу про без'ядерний статус України у 1992 році. Спогади Анатолія Зленка вірізняються відсутністю особистих випадів і різких оцінок, що робить його не менш цікавим, ніж аналогічні тексти, приміром, розкомплексованих американських дипломатів Джеймса Бейкера чи Строба Телботта, які не соромилися у висловлюваннях у своїх мемуарах.
Книга Анатолія Зленка досить академічна та толерантна, що засвідчує його як послідовного дипломата. Книга є першою спробою проаналізувати зовнішньополітичну діяльність України за всі роки її новітньої історії, зроблено це через призму власного досвіду Анатолієм Зленком. Це — портрет України дипломатичної, написаний на тлі глобальних геополітичних змін, які відбуваються на наших очах, і водночас правда про зовнішню політику України, отримана з перших рук. В книзі є біографічні довідки дійових осіб сучасної світової політики.
Книга міністра розповідає не тільки про результати візитів та зустрічей. Вона дає живу картину підготовки і перипетій переговорного процесу, в ході якого між його учасниками точиться напружене інтелектуальне змагання. Обізнаність з цим контекстом дає можливість зрозуміти мотиви і обставини, що зумовлювали поведінку сторін, етапи складної дипломатичної гри, глибинний зміст і справжню цінність досягнутих порозумінь і угод.

## Зміст
- Передмова
- Слово подяки
- ВСТУП
- Глава 1. Перші кроки
- Глава 2. Повернення на карту Європи
- Глава 3. ООН: Політико-дипломатичний кратер
- Глава 4. VIVE LA FRANCE!
- Глава 5. США: Спілкування з гуллівером
- Глава 6. Ядерний Бар'єр
- Глава 7. Українсько-російський лабіринт
- Глава 8. Польські зразки й українські реалії
- Глава 9. До НАТО: Трансформація стереотипів
- Глава 10. У течії світового розвитку
- SYMMARY

## Відгуки про книгу та автора[1]
|                       | У спогадах А.Зленка читач знайде унікальний матеріал, який стосується формування дипломатичної служби України і вироблення засад її зовнішньої політики, здійснення зовнішньополітичного курсу на найважливіших напрямах, зокрема на європейському і євроатлантичному, переговорів та зустрічей з главами держав Європи, Північної Америки, високими посадовими особами впливових міжнародних організацій, таких як ООН, ЮНЕСКО, Євросоюз, Північноатлантичний альянс, а також врегулювання проблем, вирішальних для забезпечення життєво важливих національних інтересів України, зміцнення її державності й позиції на міжнародній арені. |
| — Володимир Василенко | |

|                    | Ця книга несе нам погляд учасника подій про те, як творилася зовнішня політика стратегічно важливої країни у сповнений багатьма викликами неспокійний період. |
| — Генрі Кіссінджер | |

|                       | Глибинний та історично важливий погляд на перші кроки України на міжнародній арені як незалежної держави. |
| — Збігнев Бжезинський | |

|              | Анатолій Зленко пов'язаний з Організацією Об'єднаних Націй уже понад 30 років. Саме це давнє партнерство сприяло створенню стійкої дипломатичної присутності незалежної України в рамках Організації. Під його керівництвом українська дипломатія відігравала і відіграє активну та конструктивну роль у реалізації високих цілей Статуту ООН. |
| — Кофі Аннан | |

|                    | Міністр Зленко від самого початку бачив перед собою мету євроатлантичної інтеграції України. У свою першу каденцію він перебував у центрі зусиль, спрямованих на розбудову відносин Україна та НАТО. |
| — Джордж Робертсон | |

|                      | Дуже добре пам'ятаю перші переговори, які я мав з моїм колегою Анатолієм Зленком. Ми були єдині в думці, що необхідно розпочати нову главу європейської історії. Вже завдяки цьому переговори були позначені великою готовністю до взаєморозуміння та обопільною довірою. Німеччина була зацікавлена в тому, щоб знайти в об'єднаній та вільній Європі нового партнера. Минуло більше десяти років, і я з приємністю можу констатувати, що нам це вдалося. І в цьому перш за все заслуга мого колеги Анатолія Зленка. |
| — Ганс-Дітріх Геншер | |

|              | Анатолій Зленко відіграв видатну роль у зовнішній політиці України. Він багато зробив для того, щоб Україна посіла своє місце в системі міжнародних відносин. Він завжди прагнув, щоб це місце відповідало її значному потенціалу і статусу як однієї з найбільших європейських держав. |
| — Ролан Дюма | |

|                           | Мемуари екс-міністра — вдалий матеріал для контент-аналізу інтелектуальної атмосфери української політики в її міжнародному вимірі... Він — носій справді ексклюзивної інформації, значну частину якої не вважав за потрібне публікувати в мемуарах. Проте текст книжки «Дипломатія і політика» гідна прочитання, оскільки містить ключ до розуміння ролі й місця вітчизняної дипломатії в історії нашої незалежної держави. |
| — Дзеркало тижня. Україна | |

|                 | Свідок і безпосередній учасник зовнішньополітичної еволюції України спробував в одній книзі вмістити спогади про ключові події в історії незалежної держави. Перед читачем відкриваються куліси дипломатичного життя - враження про цікаві зустрічі, важливі переговори і просто описи курйозних випадків. |
| — Газета «День» | |

|                    | У Нью-Йорку відбулася презентація книги Анатолія Зленка "Дипломатія і політика". На ній виступили міністр закордонних справ України Костянтин Грищенко, постійний представник при ООН, посол Валерій Кучинський та відомий український американський історик, професор Тарас Гунчак... За словами учасників презентації, есе Зленко - це серйозна спроба охопити процес становлення відродженої української дипломатії поглядом "одного з головних творців сучасної Української держави" |
| — Газета "Сегодня" | |